# 18626 Майклкарр
18626 Майклкарр (18626 Michaelcarr) — астероїд головного поясу, відкритий 27 лютого 1998 року.
Тіссеранів параметр щодо Юпітера — 3,856.